# Витерсхайм, Венд фон
Венд фон Витерсхайм (нем. Wend von Wietersheim; 18 апреля 1900, Силезия — 19 сентября 1975, Бад-Хоннеф, Северный Рейн-Вестфалия, ФРГ) — немецкий офицер, участник Первой и Второй мировых войн, генерал-лейтенант (с июля 1944), кавалер Рыцарского креста с Дубовыми листьями и Мечами.

## Первая мировая война
В Первую мировую войну вступил добровольцем в армию, фенрихом (кандидат в офицеры). Был награждён Железными крестами обеих степеней, в конце войны произведён в лейтенанты. Остался на службе в рейхсвере.

## Между войнами
Служил в кавалерии. В 1938 году в звании капитана переведён в штаб 3-й танковой дивизии.

## Вторая мировая война
Участвовал в Польской кампании, награждён планкой к Железному кресту 2-й степени (повторное награждение). С марта 1940 года — майор, командир мотоциклетного батальона 1-й танковой дивизии. За Французскую кампанию награждён планкой к Железному кресту 1-й степени. С апреля 1941 года — подполковник.
С 22 июня 1941 года участвовал в германо-советской войне. С июля 1941 года — командир стрелкового полка в 1-й танковой дивизии. Бои в Белоруссии, затем в районе Смоленска и Вязьмы. В декабре 1941 года награждён Золотым немецким крестом.
В 1942 году — бои в районе Ржева. В феврале 1942 года подполковник фон Витерсхайм награждён Рыцарским крестом, с апреля — полковник. В январе 1943 года за бои в районе Ржева награждён Дубовыми листьями (№ 176) к Рыцарскому кресту.
С августа 1943 года полковник фон Витерсхайм командует 11-й танковой дивизией (на Украине). С ноября 1943 года — генерал-майор. В марте 1944 года награждён Мечами (№ 58) к Рыцарскому кресту с Дубовыми листьями. В июне 1944 года 11-я танковая дивизия переброшена во Францию, с июля 1944 года фон Витерсхайм в звании генерал-лейтенанта.
5 мая 1945 года остатки дивизии сдались в американский плен, но фон Витерсхайм сумел скрыться и в плен взят не был.

## Награды
- Железный крест (1914) 2-го класса (5 апреля 1919)
- Пряжка к Железному кресту 2-го класса (1 октября 1939)
- Железный крест (1939) 1-го класса (20 мая 1940)
- Нагрудный знак «За танковую атаку» в серебре
- Нагрудный знак «За ранение» в черном
- Немецкий крест в золоте (24 декабря 1941)
- Рыцарский крест Железного креста с дубовыми листьями и мечами
  - Рыцарский крест Железного креста (10 февраля 1942)
  - Дубовые листья (№ 176) (12 января 1943)
  - Мечи (№ 58) (26 марта 1944)